# 中国农科院兰州兽研所布鲁氏菌抗体阳性事件
中国农科院兰州兽研所布鲁氏菌抗体阳性事件最早发生於2019年11月底，有部分中国农业科学院兰州兽医研究所學生檢測出布鲁氏菌病血清学呈阳性，後來感染通報人數不斷增加，兰州兽医研究所成立调查小组调查此事件。

## 经过
中国农业科学院兰州兽医研究所口蹄疫防控技术团队于2019年11月28日发现有2名学生布鲁氏菌病血清学呈阳性。次日，该团队再报2例疑似布鲁氏菌病感染的学生病例。兰州兽医研究所成立调查小组，封闭实验室并调查此事件。甘肃省、市、区三级疾控相关负责人12月2日到该研究所了解情况。兽医纳米材料与应用课题组于当日提交关于部分人员血清呈布病阳性的报告，兰州兽医研究所随即成立应急处置工作领导小组。
至12月6日，兰州兽医研究所共检测263人的血清，发现布鲁氏菌病血清学呈现阳性的人数增加至65人，其中有个别人员自感身体不适。兰州大学召开紧急会议并成立调查小组处理此事件，对接触过从兰州兽医研究所购置实验动物的师生进行排查。12月7日，在317名参与血清检测的师生中，布鲁氏菌阳性人数上升至96人，其中大多数为学生，目前均为隐性感染，无明显症状。兰州兽医研究所邀请专家为学生和教职员工普及布病防治的相关知识，安抚学生情绪。北京地坛医院感染疾病中心的王凌航在会上称血清学检测成阳性并不能说明健康已受到损害。兰州兽医研究所诊断中心常务副主任林密认为血清学阳性并不能代表感染布病。中国农业科学院在当日召开专题会议处理此事件。
黑龙江省卫健委于12月9日确认当地发现有输入性布鲁氏菌感染病例。其中布鲁氏菌抗体阳性者13人，其中布病确诊病例1例、疑似2例、隐性感染10例。受感染者疑似曾去往兰州兽医研究所实习。
至12月25日16时，布鲁氏菌阳性人数增至181人，除一名出现临床症状外，其余均无临床症状、无发病。

## 官方結論
2019年12月26日，国家、省市专家组成的联合调查组调查认定：“2019年7月24日至8月20日，中牧兰州生物药厂在兽用布鲁氏菌疫苗生产过程中使用过期消毒剂，致使生产发酵罐废气排放灭菌不彻底，携带含菌发酵液的废气形成含菌气溶胶，生产时段该区域主风向为东南风，兰州兽研所处在中牧兰州生物药厂的下风向，人体吸入或粘膜接触产生抗体阳性，造成兰州兽研所发生布鲁氏菌抗体阳性事件。此次事件是一次意外的偶发事件，是短时间内出现的一次暴露” 。根据调查结果，省市联合调查组依法对涉事责任单位启动了立案查处工作，依法从严、快速追究相关单位和人员责任。2020年1月13日撤销了兰州生物药厂布病疫苗生产许可，1月15日，撤销了兰州生物药厂布鲁氏菌病活疫苗（S2株）和布鲁氏菌病活疫苗（A19株）产品批准文号，同时注销了兰州生物药厂布鲁氏菌病疫苗生产车间生产的疫苗产品共7个兽药产品批准文号。
兰州生物药厂于2019年12月7日关停了布鲁氏菌疫苗生产车间，農業農村部在1月15日發出公告，撤銷蘭州生物藥廠兩個布氏菌病活疫苗產品批文。2020年2月4日在公司网站上发布《致歉信》。同时按照相关规定，对8名责任人做出严肃处理（中牧實業公司黨委決定給予蘭州生物藥廠廠長黨內警告處分和行政警告處分，給予分管生產的副廠長黨內嚴重警告處分和撤銷副廠長職務處分。給予負責質量保證的廠長助理和布病疫苗生產車間兩名負責人黨紀處分和行政撤職處分，給予負責生產技術的廠長助理和物流中心負責人黨紀政紀處分，給予庫管員調離工作崗位處分）。兰州生物药厂表示将深刻吸取教训，积极配合省市做好善后处置和补偿赔偿工作。2020年10月8日，該疫苗生產車間被完全拆除。
截至2020年9月14日，累计检测21847人，初步筛出阳性4646人，省疾控中心复核确认阳性3245人。甘肃官方承诺督促药厂开展补偿赔偿工作，补偿赔偿工作于2020年10月份分批次开展。10月3日，當局公佈《赔偿方案》，赔偿分四类，赔偿金额从三千元到五万元以上不等。
蘭州市政府在2020年11月5日再次為此召開記者會。截至當天，甘肅省疾控中心已對55,725人進行了檢測（檢測人數已達到鹽場路街道區域總人口的97.5%），省級覆核確認陽性人員6,620人，同時由城關區政府會同蘭州生物藥廠，從9月24日開始補償賠償工作，已有337人已簽訂補償賠償協議，支付補償賠款235.46萬元，蘭州生物製藥廠足額保障補償賠償資金。2020年12月3日，兰州市召开“兰州兽研所布鲁氏菌抗体阳性事件”属地善后处置工作新闻通气会，會上表示截至當天兰州市已检测68571人，1604人累计接受治疗，累计补偿3244人。

## 影响
布鲁氏菌病会对生殖系统和体力劳动带来严重影响，并伴随有复发可能，是中华人民共和国《传染病防治法》内规定的乙类传染病，但人与人之间传播的概率极低。
兰州兽医研究所将实验动物提供给其他单位，受感染的动物可能流往外地。另有一些其他兽医研究所的学生曾到兰州兽医研究所实习，其中也发现布病抗体阳性的个例。
2020年元旦当天前往兰州11所定点医院进行布鲁氏菌抗体检测的市民有千余人左右，已有部分早前进行检测的市民被发现有阳性指标。

## 社会反应
《新京报》发表了由科普作家张田勘撰写的社论认为在短短十天内病例人数从4人上升至96人体现了实验标准与流程的不合理并认为研究所没有及时对感染动物进行隔离。
辽宁省朝阳市第四医院副院长李琼认为该实验室师生在实验过程中一定违反了操作规范。中国科学院动物研究所研究员王德华表示，研究所课题组在购入特定级别的实验动物后，一般不会再次检验动物携带的微生物是否合乎标准。因此王建議，蘭州事件是一个提醒，科研人员應根据物种特性，对购买的实验动物增加检疫环节。